# Svésedlice
Svésedlice (in tedesco Swisedlitz) è un comune della Repubblica Ceca facente parte del distretto di Olomouc, nella regione di Olomouc.